# 河原崎長十郎 (4代目)

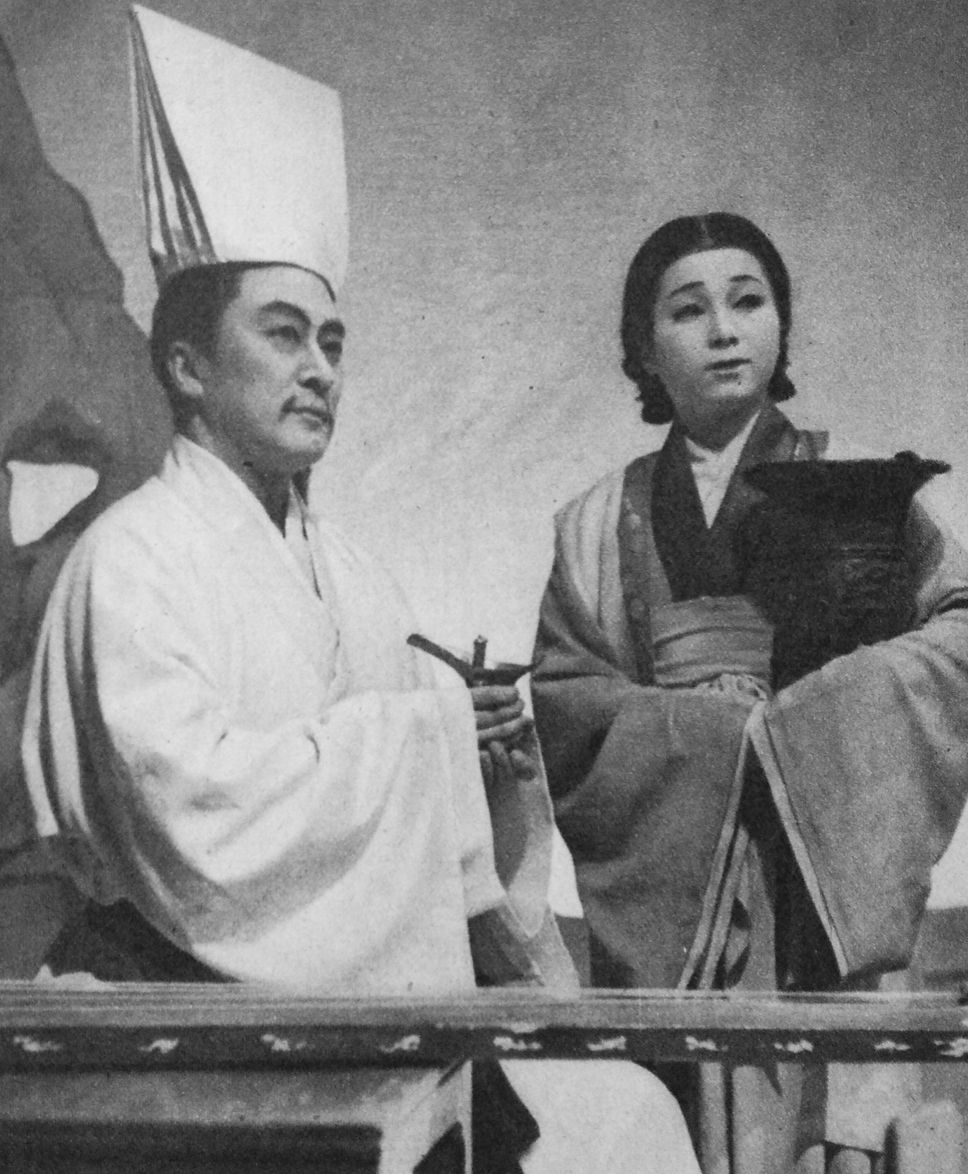
1952年の前進座公演『屈原』での四代目河原崎長十郎といまむらいづみ

四代目 河原崎 長十郎（かわらさき ちょうじゅうろう、1902年12月13日 - 1981年9月22日）は、東京の歌舞伎役者。本名、河原崎虎之助（かわらさき とらのすけ）。屋号は山崎屋。定紋は角違いに二つ巴、家紋は河原崎座櫓紋。

## 人物
劇団前進座（1931年創設）の創設メンバーの一人で、後に幹事長（座頭）となる。“長十郎”とは元来、河原崎座の座元（劇場経営者）の跡継ぎである若太夫の名跡で、九代目市川團十郎（“劇聖”と称された明治の名優）も名乗ったことがある。
「演劇のデパート」の異名をとる前進座にあって、さまざまなジャンルの演劇作品に出演した。歌舞伎では『勧進帳』の弁慶、『鳴神』の鳴神上人、『元禄忠臣蔵・御浜御殿』の徳川綱豊卿、『め組の喧嘩』の四つ車大八などが当たり役であった。
スケールの大きい芸風で、盟友の三代目中村翫右衛門とは絶妙のコントラストを見せ、好劇家の評価も高かった。翫右衛門の長男で、長十郎とは『勧進帳』で350回以上共演した四代目中村梅之助は「あんなに偉大な弁慶はいませんねえ」とその芸を偲んだ（2011年4月放映NHK教育テレビ「にっぽんの芸能・芸能百花繚乱『前進座八十年の軌跡』」でのインタビューより）。
その一方で、共産主義の熱心な信奉者でもあった。前進座は1949年、日本共産党に集団入党したが、長十郎はさらにスターリンや毛沢東、文化大革命を積極的に支持していたことでも知られている。この影響は前進座の舞台にも及び、歌舞伎に対して否定的な考えまで抱くようになった。1967年に毛沢東主義派として日本共産党を除名されて以降は、中国共産党の大衆工作に専念する。他方、前進座との対立は深まり、ついには1968年、座を除名されるに至った。
以後は、郭沫若の戯曲『屈原』や井上靖原作の『天平の甍』など中国に関連する作品を日中で上演し、両国の友好に努める。しかし、歌舞伎を演ずることはないまま、生涯を終えた。

## 家系
- 祖父 - 河原崎座座元であった六代目河原崎権之助。強盗に殺害された。
- 義理の伯父 - 九代目市川團十郎（成田屋）立役。
- 父 - 河原崎座座元八代目河原崎権之助。
- 兄 - 二代目河原崎権十郎（山崎屋）立役。
- 甥 - 三代目河原崎権三郎。映画を観に行ったため、父の二代目権十郎に勘当される。
- 甥 - 三代目河原崎権十郎（山崎屋）立役。菊五郎劇団所属。
- 妻 - 女優の河原崎しづ江（山岸しづ江、山岸しず江）。前進座創設メンバー。
- 長男 - 俳優の河原崎長一郎。本名は統一。
- 次男 - 俳優の河原崎次郎。本名は労作。
- 三男 - 俳優の河原崎建三。
- 義妹 - 女優の山岸美代子。
- 義理の姪 - 女優の岩下志麻。

## 年譜
- 1902年 東京新富町に座元の末っ子として生まれる。
- 1905年 本名で初舞台（歌舞伎座）。
- 1912年 十一代目片岡仁左衛門が息子十三代目片岡仁左衛門のために作った「片岡少年俳優養成所」へ入所。
- 1913年 四代目河原崎長十郎を襲名。
- 1914年 『仮名手本忠臣蔵』の由良助を初役で演じる。
- 1917年 父八代目権之助死去。
- 1918年 二代目市川左團次一座に加入し小山内薫に学ぶ[2]
- 1925年 劇団「心座」を村山知義、今日出海、初代市川笑猿、七代目市川壽美蔵、吾妻徳穂らと結成。
  - 劇団名の由来はエヴレイノフの戯曲『心の劇場』から。
  - 心座は不定期公演のため左團次一座への出演は続ける。
- 昭和初期頃から、マルクス・レーニン主義者だった甥三代目権三郎に影響され、自らも共産主義に傾倒。
- 1928年7月-8月 二代目左團次一座としてソ連モスクワで歌舞伎公演。真の社会主義を身をもって体験。一行はさらに独仏英を観光で回る。この頃から、日本共産党の少なくともシンパタイザーであった。
- 1930年2月 日本共産党員を自宅に匿っていたとして逮捕される。
- 1930年9月 甥三代目権三郎病死。
- 1930年12月 二代目市川猿之助（後の初代猿翁）とともに松竹脱退。春秋座結成。
- 1931年1月 春秋座旗揚げ公演。
- 1931年5月 春秋座解散、3派に分かれる。同志と劇団前進座設立。
- 1931年6月 前進座旗揚げ公演（東京二長町・市村座）。
- 1932年5月 市村座が火事で消失。二度と再建せず。
- 1932年 東京放送局（NHK）に劇団としてユニット出演。以降この形式が貴重な収入源となる。
- 1933年 宗家（市川團十郎家）の了承なしで歌舞伎十八番の内『勧進帳』を上演。弁慶を初役で演じる。
  - （この時はもめたが、以後は歌舞伎十八番物を全部上演できるようになった）
- 1936年 団員のしづ江と結婚。
- 1937年 PCL映画に劇団としてユニット出演　以降この形式が貴重な収入源となる。
- 1937年 集団住宅を東京・吉祥寺に建設 創造（稽古）と生活（住居と食糧（田畑・養鶏））を統合した理想の場を得る。
- 1937年 劇団の二代目幹事長（代表。座頭）に推挙される。
- 1949年3月7日 座員70余名とともに日本共産に集団入党。
- 1960年2月 - 4月 訪中公演。
  - （この頃から、歌舞伎の上演に積極的でなくなった）[3]
- 1966年3月 宮本顕治・毛沢東会談決裂。以降日中共産党の関係が厳しく対立する
- 1966年8月 - 10月 訪中公演 この時、中国共産党紅衛兵により台本を改変。同行の他幹部団員から故障が出るも、幹事長権限で強引に押し切る。[要出典]
- 1966年11月 帰国凱旋公演（東京有楽町・よみうりホール）改変された台本のままで上演。
- 1966年12月 歌舞伎十八番の内『鳴神』をオーケストラ伴奏で行うという試みを実現（作曲團伊玖磨）。
- 1966年12月19日 腎炎で緊急入院。この日以降休演。以後座員として前進座の舞台に立つことはなくなった。
- 1967年8月 日本共産党への離党届を郵送、自ら記者会見をして明らかに。
- 1967年8月 劇団幹部会が開かれるも、長十郎は『毛沢東語録』を30分間延々と講ずるだけで会話が成立しなかった。
- 1967年9月 劇団総会で幹事長を解任され、幹事に格下げされる。
- 1967年9月 日本共産党から除名される。
- 1967年9月 再度記者会見を開き、劇団執行部を批判。その足で飛行機に乗り込み北京へと飛び、そのまま翌年8月まで帰ってこなかった。
- 1967年10月1日 国慶節列席。
- 1968年7月 劇団前進座を除名される。
- 1968年8月 郭沫若より戯曲『屈原』上演の許可をもらおうとするも得られず。
- 1968年 「河原崎長十郎後援会」が発足。会長は自由民主党代議士宇都宮徳馬（のちの日中友好協会会長）。
- 1970年 雑誌『舞曲扇林』を創刊。
- 1971年 郭沫若より戯曲『屈原』上演の許可が届く。
- 1972年 “日中友好運動として”『屈原』を全国で上演開始。
- 1973年 訪中。
- 1974年 井上靖原作『天平の甍』を上演開始。中日友好の架け橋となった鑑真を演ずる。
- 1975年 訪中・国慶節列席。
- 1977年 中日友好の架け橋となった『望郷詩 阿倍仲麻呂』を上演開始。
- 1978年 訪中。
- 1980年 三回訪中。中国で『屈原』を上演する。
- 1981年9月22日 心不全のため死去。78歳だった。

## 主な映画

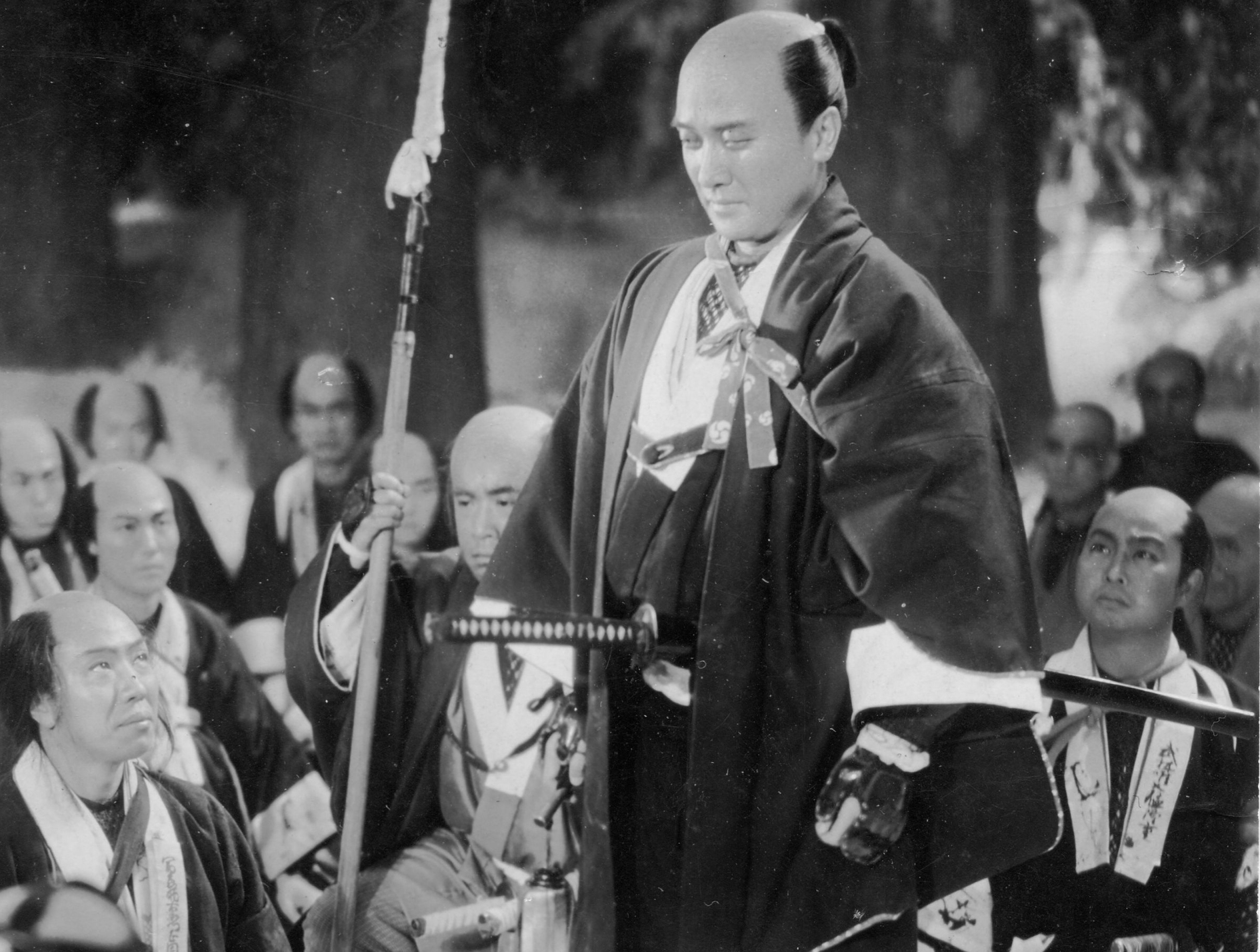
元禄忠臣蔵（1942年）

- 段七しぐれ 大日本自由映画プロ 嘉右衛門の一の乾分しぐれの段七1933.11.23
- 清水次郎長 太奏発声 清水次郎長1935.8.1
- 街の入墨者（1935年）監督・山中貞雄。主役の岩吉。フィルムは現存せず
- 河内山宗俊（1936年）監督・山中貞雄。主役の河内山宗俊。DVDあり
- 戦国群盗伝 前後篇（1937年）監督・滝沢英輔。主役の土岐左衛門尉。
- 人情紙風船（1937年）監督・山中貞雄。主役の海野又十郎。DVDあり
- 大日向村（1940年）監督・豊田四郎。
- 元禄忠臣蔵 前後篇（1941〜1942年）監督・溝口健二。主役の大石内蔵助。DVDあり
- 宮本武蔵（1944年）監督・溝口健二。主役の宮本武蔵。
- どっこい生きてる（1951年）監督・今井正。主役の毛利修三。DVDあり
- 箱根風雲録（1952年）監督・山本薩夫。主役の友野与右衛門。DVDあり
- 美女と怪龍（1955年）監督・吉村公三郎。主役の鳴神上人。歌舞伎十八番『鳴神』の映画化

## 著書
- 『勧進帳 付・上演台本』角川書店（角川新書） 1965年
- 『歌舞伎入門』高文堂出版社 1980年
- 『ふりかえって前へ進む』講談社 1981年
- ラウグル『メイクアップ』河原崎長十郎 共訳 五月書房 1951年